# Сабуров, Симон Фёдорович
Симон Фёдорович Сабуров (16 (28) июля 1868 — 28 января 1929, Ленинград) — русский театральный деятель, актёр и антрепренёр.

## Биография
Сценическую деятельность Симон Сабуров начал в Мценске, в антрепризе П. А. Соколова-Жамсона. Играл преимущественно в салонных комедиях и фарсах. В 1890—1893[уточнить] годах был актёром и управляющим труппой московского театра «Эрмитаж».
В 1895 году Сабуров занялся антрепренёрской деятельностью; вместе с актером А. М. Горин-Горяйновым в 1896 году организовал в Петербурге театр «Фарс». В 1904 году он вернулся в театр «Эрмитаж» Я.В. Щукина, где служил до 1908 года.
В 1913—1917 годах был актёром и владельцем петербургского театра «Пассаж» (в 1925 году преобразованного в театр «Комедия»). В антрепризах Сабурова и в его «Пассаже» выступали многие известные актёры, в том числе Елена Грановская и Степан Надеждин.
После революции, перестав быть владельцем, Сабуров поддерживал связь с театром «Пассаж», выступая в качестве гастролёра в спектаклях старого репертуара.
Умер в Ленинграде в 1929 году.